# Billy Mitchell (football)
Billy James Mitchell, né le 7 avril 2001 à Orpington en Angleterre, est un footballeur anglais qui évolue au poste de milieu central au Millwall FC.

## Biographie

### Millwall FC
Le 5 mai 2019, il fait ses débuts professionnels avec le club de Millwall FC.